# Észak-Tepoto
Észak-Tepoto (egyéb nevei Te Poto, Toho vagy Pukapoto) egy kis, ellipszis alakú atoll sziget a Dél-Csendes-óceánon. A terület politikailag Francia Polinéziához tartozik. Észak-Tepoto a Tuamotu-szigetek egyik alcsoportjának, a Csalódás szigetcsoportnak a része. A Csalódás-szigetek a Tuamotu szigetcsoport legészakibb részén található. A Csalódás-szigetek másik két tagja Puka-Puka (197 fő, 1km2) és Napuka (257 fő, 1km2).
A szigetcsoport legkeletibb szigete Észak-Tepoto és a legnyugatibb Puka Puka. A kettő között lévő távolság mintegy 300 km. Ezek a szigetek elég szárazak ahhoz, hogy sűrű népesség élhessen rajtuk.
Az atoll 2,6 km hosszú, maximális szélessége 800 m. A 2002-es népszámlálás adatai szerint az össznépessége 54 fő volt (1983-ban 67fő volt).  Legnagyobb települése Tehekega.

## Története
Észak-Tepoto szigetét a nyugat számára John Byron brit hajós fedezte fel 1765. június 7-én, aki az atollnak a Wytoohee Island vagy elnéptelenedett sziget nevet adta. 1839. augusztus 23-án partra szállt itt  Charles Wilkes amerikai hajós az ausztrál expedíciója során.
A 19. században Észak-Tepoto atollt magukhoz csatolták a franciák, amelyen ekkor közel 80 fő élt (1850). Elszigeteltsége miatt Észak-Tepoto, Napuka szigettel egyetemben, volt a legtovább képes megőrizni a polinéziai hagyományokat és a nyelvészeti különlegességeit (a tuamotu nyelvet). Ennek okán került az etnográfusok és régészek érdeklődésének középpontjába a 20. század elején, amikor két expedíció is érkezett a szigetekre (1929-ben és 1934-ben).
Lakosságát a hittérítők 1878-ban keresztelték át evangélikussá. 1940-ben épült meg az atoll temploma, a Szent Teréz templom.

## Közigazgatása
Észak-Tepoto közigazgatási területe (commune) Napukához tartozik. Ők ketten alkotják Napuka települési önkormányzatot.

## További információ
- Atoll lista (franciául) Archiválva 2007. március 2-i dátummal a Wayback Machine-ben